# العلاقات الجامايكية الكورية الشمالية
العلاقات الجامايكية الكورية الشمالية هي العلاقات الثنائية التي تجمع بين جامايكا وكوريا الشمالية.

## مقارنة بين البلدين
هذه مقارنة عامة ومرجعية للدولتين:
| وجه المقارنة                                              | جامايكا       | كوريا الشمالية                        |
| --------------------------------------------------------- | ------------- | ------------------------------------- |
| المساحة (كم2)                                             | 10.99 ألف     | 120.54 ألف                            |
| عدد السكان (نسمة)                                         | 2.95 مليون    | 25.49 مليون                           |
| الكثافة السكانية (ن./كم²)                                 | 268.43        | 211.47                                |
| العاصمة                                                   | كينغستون      | بيونغيانغ                             |
| اللغة الرسمية                                             | لغة إنجليزية  | لغة كوريا الشمالية القياسية ‏          |
| العملة                                                    | دولار جامايكي | وون كوري شمالي                        |
| الناتج المحلي الإجمالي (بليون دولار)                      | 14.77 مليار   |                                       |
| الناتج المحلي الإجمالي (تعادل القوة الشرائية) بليون دولار | 24.79 مليار   |                                       |
| الناتج المحلي الإجمالي الاسمي للفرد دولار أمريكي          | 5.23 ألف      |                                       |
| الناتج المحلي الإجمالي للفرد دولار أمريكي                 | 8.88 ألف      |                                       |
| مؤشر التنمية البشرية                                      | 0.719         |                                       |
| رمز المكالمات الدولي                                      | +1876         | +850                                  |
| رمز الإنترنت                                              | .jm           | .kp                                   |
| المنطقة الزمنية                                           | 00            | ت ع م+08:30، ت ع م+08:30، ت ع م+09:00 |

## منظمات دولية مشتركة
يشترك البلدان في عضوية مجموعة من المنظمات الدولية، منها:
| علم المنظمة | اسم المنظمة                   | تاريخ انضمام جامايكا | تاريخ انضمام كوريا الشمالية |
| ----------- | ----------------------------- | -------------------- | --------------------------- |
|             | يونسكو                        | 7 نوفمبر 1962        | 18 أكتوبر 1974              |
|             | الاتحاد البريدي العالمي       | ?                    | ?                           |
|             | الاتحاد الدولي للاتصالات      | 18 فبراير 1963       | ?                           |
|             | الأمم المتحدة                 | 18 سبتمبر 1962       | 17 سبتمبر 1991              |
|             | المنظمة الهيدروغرافية الدولية | ?                    | ?                           |

## وصلات خارجية
- موقع وزارة الخارجية الجامايكية
- موقع وزارة الخارجية الكورية الشمالية